# 樂高拼砌旅程
《樂高拼砌旅程》是一款於2019年首發的益智游戏，由Light Brick Studio開發，並由樂高遊戲發行。本作的主角是一對父子，玩家需要用樂高積木為孩子鋪路，使他抵達父親的身邊。
本作的開發歷時將近兩年，由丹麥遊戲設計師卡斯滕·隆德（Karsten Lund）發起。隆德於2014年開始與樂高合作，2018年創辦Light Brick Studio，本作是這家小型工作室的首部作品。遊戲費時近兩年製作，設計上著重詩意、藝術感，以及在沒有旁白的情況下說故事。
本作於2019年12月19日透過Apple Arcade首發，兩年後陸續登陸Microsoft Windows和任天堂Switch等平台。本作獲得多數評論家的好評，主要獲讚的方面包含故事、視覺呈現以及配樂，但也有針對操作和售價過高的批評。2020年，本作榮獲金摇杆奖年度最佳手機遊戲。

## 玩法與內容
《樂高拼砌旅程》屬於益智游戏，遊戲角色是一對父子，兩名角色並非樂高人偶，而是以幾片積木做出樣子。本作有約35個關卡，每一個關卡布景都是獨立的立体透视模型，以可旋轉的等轴視角觀測。玩家必須透過放置手邊能用的積木，鋪出一條能讓角色（主要是孩子）移動的路徑，以通過河流和斷橋等障礙，從關卡的一端（起點）抵達另一端（終點，通常是父親身邊）。
角色僅能站在或踏到黃橙色積木上，如何放置便是玩家需要考慮的。關卡的複雜度會隨著進度而增加，引入不同的機制，例如必須放置正確顏色的積木。通關的方式不限於一種，只要積木的放置方式能達成目標即可。在「創造模式」（Creative Mode）中，玩家可挑選現有的積木並自由組裝。操控方式方面，使用觸控式裝置的玩家需透過點擊螢幕來旋轉、放置或丟棄積木，使用電腦的則需透過滑鼠點擊。
本作完全沒有使用對白或文字來說明劇情。故事開場是一對父子在外旅行，回家後父親忙於枯燥重複的工廠工作，孩子則獨自出發冒險，並意外抵達了一個奇妙的機械世界。他通過重重關卡，最終與父親重逢。Kotaku的迈克·费伊認為，遊戲反映出為人父母缺少與孩子一起玩耍的時間。在Nintendo Life的看來，本作的劇情點出隨著長大而失去的想像力和快樂，並譬喻了父母為了買樂高給孩子玩而不得不工作賺錢的現實。本作的設計師卡斯滕·隆德（Karsten Lund）也在訪談中證實，劇情主題圍繞著「玩」展開，並著眼「我們現在玩得太少」這個問題。

## 開發

### 緣起
《樂高拼砌旅程》由樂高集團旗下的遊戲工作室Light Brick Studio開發，也是該工作室的首部作品。本作最初由丹麥遊戲設計師卡斯滕·隆德（Karsten Lund）發起。隆德曾任職於IO Interactive和史克威尔艾尼克斯蒙特利尔，他於2014年加入樂高集團旗下遊戲品牌「樂高遊戲」（Lego Games），擔任創意總監。隆德曾在史克威尔艾尼克斯蒙特利尔開發《刺客任務》系列的手機遊戲《杀手Go》，將大型遊戲簡化成小型手機遊戲的經歷帶給他深刻啟發，並意識到手機遊戲能帶給玩家的全新體驗。隆德將這些概念與樂高積木結合，構思出《樂高拼砌旅程》的前身「造物之路」（Path of Creation）。
2017年，樂高遊戲在總裁西恩·麥克沃伊（Sean McEvoy）的領導下，開始往多方向發展，其中也包含手機遊戲在內。為了篩選適合的遊戲企劃，樂高遊戲在2018年開設「創新漏斗」（innovation funnel）。隆德把握機會，將包含「造物之路」在內的三個點子提交給樂高遊戲。最終「造物之路」從樂高遊戲著眼的六十個企劃中脫穎而出，成為獲選的三個企劃之一。點子通過後，隆德獲得樂高遊戲的全力支持。隆德選擇與家人留在家鄉哥本哈根並進行遠距工作，免去前往比隆的二至三小時車程。隆德運用樂高集團給的一筆資金，在哥本哈根就地成立工作室，亦即Light Brick Studio。工作室規模不大，至2020年1月時有9名成員，2021年6月時增加至14名。工作室的成員每天都會一起共事及討論，不同於傳統遊戲開發的定期彙報模式。
隆德負責構想遊戲的核心概念，在發想初期，他對本作的構想之一是將樂高玩具數位化，給予玩家樂高人偶和積木，讓他們自己去玩。另一個構想是讓玩家依照步驟，組裝出大型的東西。最終隆德決定讓本作成為一款有劇情的益智遊戲，以解謎的形式重現玩家在拼砌樂高時的抉擇過程，劇情上則圍繞著「玩」這個主題。他也希望遊戲帶有独立游戏以及藝術片般的感覺，三大設計理念是「不用言語」（non-verbal）、「藝術氣息」（artistic）以及「詩意」（poetic）。工作室內部將本作稱作「Art House Project」，暂定名称為「LEGO Arthouse」，該名稱直到2019年3月為止都仍在使用。遊戲構想確定後，其他工作室成員負責進行编码，成品交由概念藝術師設計美術觀感，最後做出了遊戲的原型。隆德將原型帶到比隆，讓樂高集團的人員過目並用平板電腦試玩。最終樂高集團對本作亮起綠燈，並給予進一步開發遊戲的資金。

### 遊戲開發
2018年夏天，隆德雇用更多人手，於該年8月開始著手改良原型。工作室首先設計關卡布景，然後建構遊戲的故事線基礎，遊戲雛形至此完成。不過隆德等人選擇不斷迭代，開發新的原型並嘗試各種不同的設計，例如敵人。原型階段隨著2018年一同結束，本作在2019年進入開發階段。又過了約三、四個月後，工作室展開以週為頻率的玩家測試，但玩家們在測試遊戲時完全一頭霧水，原因在於隆德等人刻意不加入教學關卡和過關提示。這對工作室而言有如當頭棒喝，最後他們加入了簡短的教學指示，例如「點選來拾取」以及「按住以放置」等。結果玩家的反響一舉轉好，也讓工作室重拾信心。
本作的每一個關卡布景都是獨立的立体透视模型，據工作室成員強納斯·霍夫·豪格森（Jonas Hove Haugesen）稱，他們一開始做的是橫向延伸的全景布景，但那麼做相當於呈現一個「世界」，會使遊戲不再聚焦於樂高積木的概念。設計方面，工作室會找來一些人，將一些樂高積木給他們自由地組裝，直到拼裝出可以接受的關卡內容；隆德承認這個過程「很抽象」（abstract）。每個關卡布景亦代表著一組謎題，隆德表示，他們會先用灰色積木組裝出布景的雛型，讓未獲提示的玩家試玩，進而調整謎題的平衡度。在那之後工作室便會用各色積木做出充滿細節的布景，在打光完成後便大功告成。
2019年3月至4月，工作室著手打造能讓玩家搞懂的故事線，但遇到了難題。隆德發現參與測試的玩家大多沒有理解遊戲所傳達的故事，或者根本沒注意到有故事存在。暑期休假之後，隆德等人決定不再追尋玩家對故事的反饋，而是按照工作室自身的想法去做。隆德用詩來形容本作的故事，玩家是否全盤理解已不再重要，重要的是良好的遊戲體驗。幾週後，玩家們開始會提及遊戲中的情節或概念，隆德等人從中汲取一些點子並加入遊戲裡；隆德稱這個過程有點像是「對話」（dialog）一般。為了如期在Apple Arcade上推出，本作的開發死線為2019年12月，從早期構想到最終問世一共歷時近兩年。本作的游戏引擎是Unity，各平台的版本皆是使用該引擎開發。

### 音樂
本作的原声音乐完全以钢琴組成，由丹麥音樂家亨利克·林德斯特蘭德（Henrik Lindstrand）操刀，他在所屬樂團喀什米爾樂團暫停活動後轉戰影劇配樂，此次是他第一次為電子遊戲作曲。當初隆德在找人做配樂時，一名同事向他推薦了林德斯特蘭德的專輯，他在聆聽時哭了，覺得內心被觸動到。林德斯特蘭德在2019年初收到本作的邀約，在得知本作中不會有任何對白後，他決定用原聲音樂來輔助故事呈現、達成敘事性。2020年3月6日，本作的原聲帶由獨立唱片公司One Little Indian Records發行，共有11首曲目，長約30分鐘。

## 發行
2019年12月19日星期五，本作加入Apple Arcade的獨家遊戲庫中，是該平台繼《樂高大亂鬥》之後的第二款樂高遊戲，也是Light Brick Studio推出的首部作品，可在iOS、MacOS或TvOS遊玩。2020年後半，樂高集團的风险投资公司LEGO Ventures投資了Light Brick Studio，實質意義上使之成為獨立於樂高集團的工作室。這份資助也讓該工作室得以開展下一步，他們選擇繼續將《樂高拼砌旅程》拓展到Apple Arcade以外的平台，並著手加入新的關卡以及調整結局的呈現。
2021年6月22日，本作發行任天堂Switch版本，Microsoft Windows版本也在同天上市，後者包含光線追蹤功能。該次發行的即是經過擴增的版本，有著更多關卡和新機制，Apple Arcade上的版本也同步更新。2021年11月25日，本作登陸Xbox，可在Xbox One與Xbox Series X/S上遊玩。2022年4月19日，本作的PlayStation 4與PlayStation 5版本上市，附有新推出的「創造模式」（Creative Mode）。2024年2月2日，本作的VisionOS版本隨著Apple Vision Pro一同問世，提供玩家混合现实的體驗。

## 迴響
| 汇总媒体   | 得分                                                                   |
| ---------- | ---------------------------------------------------------------------- |
| Metacritic | iOS：80/100 PC：79/100 XSX：80/100 XONE：75/100 NS：76/100 PS5：77/100 |

| 媒体               | 得分   |
| ------------------ | ------ |
| Game Informer      | 7.5/10 |
| Gamezebo           | [ 13 ] |
| Nintendo Life      | [ 5 ]  |
| 任天堂世界报道     | 8.5/10 |
| PC Gamer美国       | 79/100 |
| Push Square        | [ 11 ] |
| Shacknews          | 8/10   |
| TouchArcade        | [ 14 ] |
| Common Sense Media | [ 42 ] |
| Screen Rant        | [ 9 ]  |

《樂高拼砌旅程》在推出後廣受好評，各個版本在評論匯總網站Metacritic的分數都是75分以上，表示「正面評論為主」。綜觀各版本的評分，Xbox One版最低（75分），iOS和Xbox Series X/S版最高（80分）。Nintendo Life的認為本作「十分美麗」，並喜歡本作對於玩樂高這件事的新穎詮釋。《Game Informer》的馬修·卡托稱讚通關帶給玩家的滿足感，並認為本作有望成為一個新系列的開頭。故事呈現方面，Kotaku的迈克·费伊認為本作透過一對父子的故事來提醒玩家「玩」的重要性。稱讚本作在沒有對白的情況下依然成功傳達故事內涵，不過Gamezebo的則認為玩家有時會一頭霧水。
本作的視覺呈現獲得好評。Kotaku的認為本作看似簡樸，實則華美動人，例如泥漿、河流和海浪的效果栩栩如生。Push Square的格雷厄姆·巴納斯稱讚遊戲中令人驚豔的光影表現，卡托則在評論中寫道：「本作的配色十分契合放鬆的氛圍和田園般的背景。」遊戲關卡考驗玩家的創意和水平思考能力，設計上亦得到評論家讚許。巴納斯認為本作的關卡有著一貫的機制，不過各階段的關卡有著不同的特點，使遊戲體驗保持新鮮。原聲音樂方面，卡托稱讚配樂營造出讓人放鬆的遊戲環境，也認為拜配樂所賜，玩家在面對較難關卡時依然心情輕鬆。
評論家認為本作的操作十分單純簡單，直觀且易上手。Eurogamer的覺得積木組合起來的感覺很貼近現實，费伊稱組裝積木的聲音令人愉悅。不過卡托認為簡單的操作在處理攸關時機的謎題時反成阻礙，與批評本作在任天堂Switch上的操作手感不如觸控式裝置。部分評論家批評本作內容太短或價格太高，認為任天堂Switch的標價19.99美元太貴。也有評論家認為本作缺乏讓人破關後還想再玩一次的感覺。
一些評論家將本作與其他遊戲進行比較。费伊認為本作與其他樂高遊戲截然不同，前者安靜沉思，後者則輕快玩鬧，Screen Rant的也認為本作相較之下更加注重情感。任天堂世界報道（Nintendo World Report）的約翰·雷爾丁將本作的解謎玩法對照到《前进！奇诺比奥队长》和《百戰小旅鼠》。本作也被拿來與《紀念碑谷》做比較，直稱該作顯然是本作的靈感來源。
銷量方面，據Light Brick Studio在Twitter（現為X）上宣布，截止至2022年10月22日，本作的全球玩家數已超過200萬人。

### 獎項
| 年分 | 獎項           | 類別                                        | 結果 | 來源   |
| ---- | -------------- | ------------------------------------------- | ---- | ------ |
| 2020 | 金摇杆奖       | 年度最佳手機遊戲（Mobile Game of the Year） | 獲獎 | [ 45 ] |
| 2020 | 北歐遊戲大會獎 | 人人同樂獎（Best Fun for Everyone）         | 提名 | [ 46 ] |
| 2020 | 北歐遊戲大會獎 | 年度遊戲（Game of the Year）                | 提名 | [ 46 ] |
| 2020 | Spilprisen     | 最佳視覺（Best Visuals）                    | 獲獎 | [ 47 ] |
| 2020 | Spilprisen     | 最佳音效（Best Audio）                      | 獲獎 | [ 47 ] |

## 備註
1. ↑  又寫作「樂高®拼砌旅程」[2]或「LEGO®拼砌旅程」[3]。
2. ↑  又寫作。
3. ↑  見以下文獻：[7][11][6][28][9]
4. ↑  原文：
5. ↑  見以下文獻：[4][5][11][14][9]

## 延伸閱讀
除另行註明外，以下資料皆為英文。
- . Unity. 2024-03-13  [2025-02-13]. （原始内容存档于2025-03-23）.

## 外部連結
- 官方网站